# European Laboratory for Non-Linear Spectroscopy

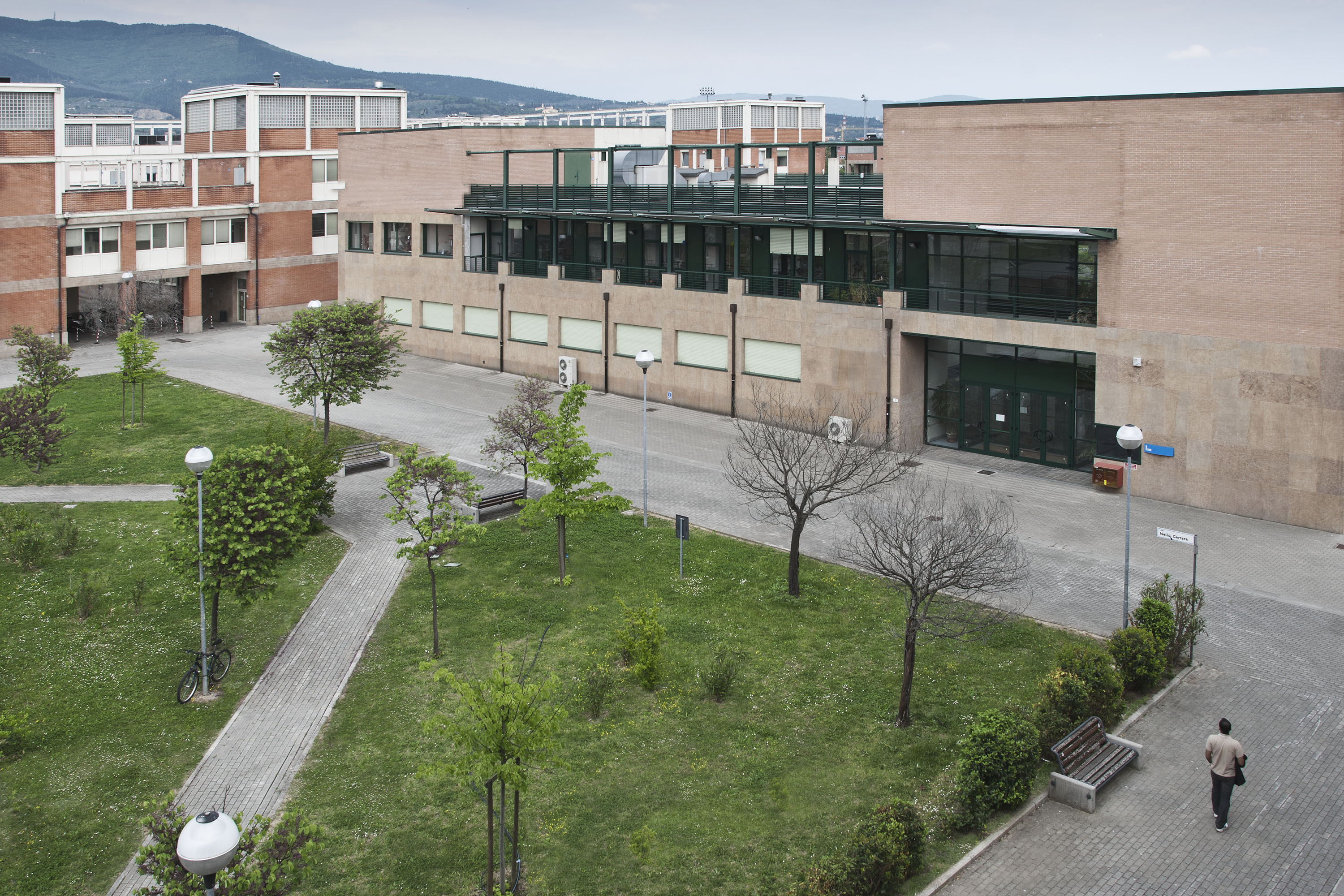
Das LENS ist in Sesto Fiorentino bei Florenz beheimatet

Das European Laboratory for Non-linear Spectroscopy (LENS) ist ein interdisziplinäres Forschungszentrum, das 1991 auf Initiative von Salvatore Califano vom italienischen Bildungsministerium an der Universität Florenz eingerichtet wurde.

## Organisation
LENS hat eine starke internationale und interdisziplinäre Struktur. Der Aufsichtsrat setzt sich aus Experten der verschiedenen Forschungsbereiche von LENS zusammen. Dieser überwacht alle wissenschaftlichen, administrativen und finanziellen Aktivitäten und setzt sich aus Vertretern der Universität Florenz, des italienischen Nationalen Instituts für Optik des CNR, des Max-Planck-Instituts für Quantenoptik, der Technischen Universität Kaiserslautern und der Pierre-und-Marie-Curie-Universität zusammen.
Die Aufgaben von LENS konzentrierten sich auf drei Hauptziele: Erleichterung der wissenschaftlichen Zusammenarbeit zwischen europäischen Forschern auf dem Gebiet der linearen und nichtlinearen Spektroskopie; Bereitstellung der modernsten verfügbaren Ausrüstung, Unterstützung und Beratung für qualifizierte Forscher; Konzeption, Planung und Durchführung von Forschungsprojekten in Zusammenarbeit mit anderen Universitäten und Einrichtungen auf nationaler und internationaler Ebene.
Der Direktor von LENS (derzeit: Elisabetta Cerbai) wird vom Rektor der Universität Florenz auf Vorschlag des Aufsichtsrats ernannt. Er wird von einem Europäischen Ausschuss unterstützt, der sich aus den Rektoren und Präsidenten der Hochschulen und der angeschlossenen Forschungseinrichtungen oder deren Vertretern zusammensetzt.
Das ursprünglich auf dem historischen Hügel von Arcetri beheimatete Forschungszentrum befindet sich seit 1995 auf dem Campus der Universität Florenz in Sesto Fiorentino.

## Forschung
LENS wurde von einer Gruppe von Forschern gegründet, die sich mit atomarer und molekularer Laserspektroskopie beschäftigten. Im Laufe von drei Jahrzehnten hat sich die Forschungstätigkeit erweitert und diversifiziert, so dass sie nun auch die Physik kalter Atome (Bose-Einstein-Kondensat und Fermi-Gas), die Physik komplexer und ungeordneter Systeme, Photochemie, Biochemie und Biophysik, Quantenbiologie, Materialwissenschaft, Photonik, Biophotonik, Festkörperphysik sowie die Analyse, Erhaltung und Restaurierung des kulturellen Erbes umfasst. Alle diese Gebiete nutzen die gleiche grundlegende Methodik: die Verwendung von Laserlicht zur Untersuchung von Materie.
Die LENS-Forschungsgruppen sind in drei Hauptforschungsbereichen gegliedert: Quantenwissenschaft und -technologie, photonische Materialien und Biophotonik.
Als Lasereinrichtung ist LENS seit seiner Gründung Teil des Laserlab-Europe-Konsortiums und bietet im Rahmen des Programms für den grenzüberschreitenden Zugang zu Forschungsinfrastrukturen der Europäischen Kommission Forschern Zugang zu seinen Laboren.
LENS bietet ein Graduiertenkolleg, das auch von der Universität Florenz und anderen europäischen Universitäten unterstützt wird, sowie ein Stipendienprogramm für Postdoktoranden. Beide Initiativen werden teilweise durch das von der Europäischen Kommission finanzierte Marie-Curie-Programm in verschiedenen wissenschaftlichen Disziplinen und das europäische Erasmus-Mundus-Programm gefördert.

## Auszeichnungen
Im Jahr 2017 führte das LENS die Liste der kleineren italienischen Forschungszentren für Physik und Chemie im Dreijahresbericht über die nationale Forschung (2011–2014) von ANVUR (Agenzia Nazionale di Valutazione del Sistema Universitario e della Ricerca) an.